# No One (앨리샤 키스의 노래)
"No One"은 미국의 가수 앨리샤 키스의 노래로, 빌보드 핫 100차트에서 5주 동안 1위를 했던 곡이기도 하다.  As I Am에 수록되어 있다.